# ATEN AI Voice優聲學
ATEN AI Voice 優聲學是宏正自動科技於2021年推出的人工智慧語音技術品牌，專注於開發多語系的文字轉語音（Text-to-Speech, TTS）解決方案，支援包括中文與台語等語言，並提供適用於雲端與地端環境的一站式語音合成系統。

## 發展歷程
宏正自動科技自2016年起關注AI相關技術的應用，並於2017年啟動語音技術研發。2021年正式推出品牌「ATEN AI Voice優聲學」，並對外發表語音合成技術。自2022年起，該技術逐步進入市場應用。
優聲學語音合成系統以類神經網路為基礎演算法核心，搭配具備高運算效能的工業電腦（Industrial PC），可提供本地與遠端語音合成的支援能力，應用於多種場域。

## 應用場景
優聲學的語音技術已被導入多項應用場景，包括虛擬主播、醫療資訊播報與社群影音內容製作等。2024年，該技術首次應用於專業級AI醫學資訊服務系統，提供支援台語語音輸出的功能。另，內容創作團隊如「臺灣吧」，亦導入其客製化語音功能，用於協助社群影音內容的產製流程。

## 外部連結
- 宏正優聲學官方網站